# The Corrs
The Corrs — ирландская фолк-рок-группа из города Дандолк, в состав которой входят члены семьи Корр: сёстры Андреа (лидер-вокал, вистл), Шерон (скрипка, вокал), Кэролайн (ударные, перкуссия, бойран, вокал) и брат Джим (гитара, клавишные, вокал).
The Corrs получили мировую известность, выступив на Летних Олимпийских Играх 1996 года. С того момента они выпустили пять студийных альбомов и несколько синглов, которые получили платиновый статус в разных странах. Их самый успешный альбом Talk On Corners получил мульти-платиновый статус в Австралии и Великобритании.
С 2006 года группа взяла перерыв в творчестве, так как Шерон, Джим и Кэролайн занялись своими семьями, Андреа же начала сольную карьеру.

## История группы
Сестры Шерон, Андреа, Кэролайн и брат Джим родились в семье Джерри и Джин Корров: отец руководил отделом зарплаты в системе ирландского энергоснабжения, мать была домохозяйкой. Джерри и Джин пели в ансамбле Sound Affair (исполняя песни ABBA и The Eagles в местных пабах) и часто брали детей на свои концерты. Уже в детском возрасте квартет начал репетировать в спальне Джима: Андреа пела, остальные аккомпанировали: Шерон — на скрипке, Кэролайн и Джим — на фортепиано. В 1990 году Джим и Шерон начали выступать дуэтом — сначала в пабе McManus’s, принадлежавшем их тете. Вскоре Джим стал участником группы The Fountainhead.
Узнав о намерении режиссёра Алана Паркера снять фильм («The Commitments») по роману Родди Дойла, Джим Корр предложил сёстрам вновь объединиться в квартет и добился приглашения на прослушивание у известного дублинского предпринимателя Джона Хьюза (в прошлом — участника группы Minor Detail). В тот день The Corrs выступили неудачно и были отвергнуты, но в фильм попали. Андреа, сестра Рэббита по сюжету, произвела на Паркера столь сильное впечатление, что он пригласил её позже на роль любовницы Перона в фильме «Эвита», из-за чего The Corrs вынуждены были даже отменить часть европейских гастролей.
Однако, и после появления в фильме Паркера The Corrs стали «местной знаменитостью», не более того. Отчаявшись получить для группы британский контракт, Хьюз (к этому времени — менеджер квартета) пригласил на выступление The Corrs в дублинском клубе Weelans американского посла Джин Кеннеди Смит. Последняя, под впечатлением от концерта, договорилась о выступлении квартета в бостонской Библиотеке им. Джона Кеннеди, куда лично пригласила всех известных в США политиков ирландского происхождения.
Концерт имел огромный успех. Почти сразу же продюсер Дэвид Фостер (как раз заканчивавший работу над «HIStory» Майкла Джексона) подписал для группы контракт с Atlantic Records и приступил (в Малибу) к записи дебютного альбома Forgiven Not Forgotten (1995). Пластинка имела успех практически во всех странах мира, кроме одной: Великобритании. В Ирландии альбом стал четырежды платиновым.
После выхода второго альбома Talk On Corners (записанного американским продюсером Гленом Баллардом) Хьюз организовал для группы концерт Ройал Алберт Холле и привлек сюда Би-би-си. Фильм о The Corrs прошёл по британскому телевидению в День святого Патрика. Альбом тут же взлетел в первую британскую «десятку», быстро стал платиновым и в связке с Forgiven Not Forgotten начал «дрейфовать» в чартах, время от времени поднимаясь к вершине. Чтобы подстегнуть интерес к пластинке в США, The Corrs выпустили ремикс-версию Talk On Corners: Special Edition, с участием Тодда Терри, K-Klass, Tin Tin Out. В альбом вошла хит-версия «So Young», а также кавер «Dreams» (позже включенный в трибьют Fleetwood Mac). К 2001 году общий тираж Talk On Corners альбома достиг 8 миллионов экземпляров.
В июне 1998 The Corrs приняли участие в благотворительном концерте Pavarotti and Friends for the Children of Liberia (Модена, Италия), выступив на одной сцене с Джоном Бон Джови, Селин Дион, Spice Girls и Стиви Уандером. Год спустя группа получила свою первую награду BRIT Award (Best International Band) и записалась для MTV Unplugged (5 октября 1999 года, Ardmore Studios, Ирландия). CD/DVD с записью концерта разошёлся тиражом 2.7 миллионов; в числе исполненных песен была «Radio», позже включенная в альбом In Blue.
Рубеж столетий, 2000 год, группа отметила выпуском пластинки «In blue» с сильным синтезаторным уклоном и явным коммерческим поп звучанием. Традиционного фолка, который всегда был в арсенале группы и выгодно отличал группу от остальных исполнителей, на этом альбоме минимум, что не помешало пластинке выбиться в лидеры продаж во многих европейских странах, да и за океаном успех был немалым — 21 строчка в Billboard. Видео на заглавную песню Breathless группа отсняла в пустыне Мохаве, Калифорния. Для съёмок клипа потребовалось всего два дня, однако жара в пустыне была настолько сильная, что Андреа и Шерон были вынуждены обратиться к помощи врачей. Но уже через день они вернулись к нормальной жизни.
Вслед за «In blue» в 2001 году группа выпускает компиляцию своих лучших песен «Best of the Corrs», несколько рановато подводя итоги своей пятилетней деятельности, что и подтвердилось слабым интересом общественности и музыкальных критиков к данному изданию. В следующем, 2002 году, группой был издан ещё один сборник — на этот раз и концерыйго дика «Live in Dublin», в котором принимали участие такие мега-звёзды, как Боно из U2 и Ронни Вуд из Rolling Stones, с которыми группа сыграла нетленные «Summer Wine» и «Ruby Thuesday» соответственно.

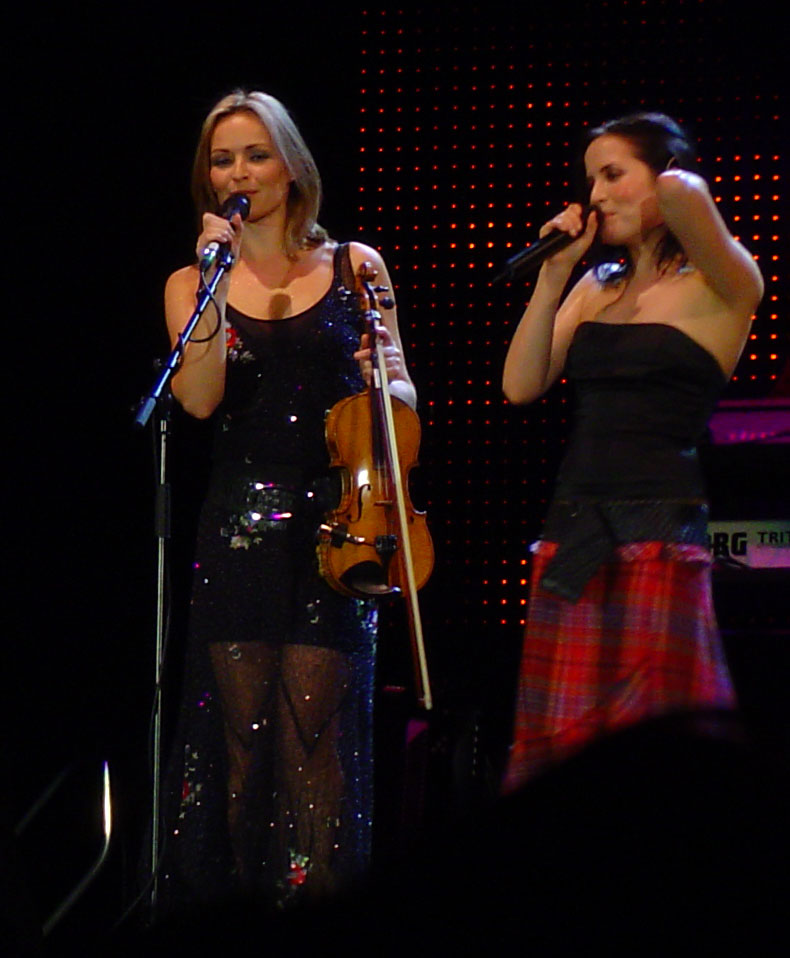
Шэрон и Андреа, 2004 год

2003 год прошёл у группы в трудах над абсолютно новым, после двух подряд сборников, диском. Альбом «Borrowed Heaven» вышел 31 мая 2004 года на лейбле Atlantic Records. Синтетическое наполнение практически исчезло, звук стал более атмосферным, гитарным. Альбом продемонстрировал неиссякаемую энергию группы к созданию крепких композиций и качественного саунда, однако не достиг бывалых высот в продажах. В чартах же наоборот, диск держался долгое время на неплохих позициях. На родине, в Ирландии, альбом достиг номера 1 в национальных чартах.
Первую половину 2000-х группа решила завершить альбомом «Home», который вышел в 2005 году. Данный альбом стал промежуточной чертой в творчестве группы, недвусмысленно намекающим на возврат к истинно корровскому фолк-звучанию, а также на перерыв в деятельности группы. Изюминкой диска стали песни, исполненные на родном, ирландском, языке. Наряду с традиционными англоязычными треками эти песни удачно вписались в концепцию альбома, на котором напрочь отсутствуют коммерческие хиты. Но группа уже могла позволить себе такие вольности, как выпуск заведомо некоммерческого диска — The Corrs играли музыку, которая была им наиболее близка и понятна. После «Home» и грандиозного концерта в Женеве, на котором в 2004 году был отснят материал для официального DVD группы «All the way home», каждый занялся своей личной жизнью и в первую очередь семьёй. Кроме того две участницы группы — Андреа и Шерон, дабы не забыть мастерство, попробовали себя в сольных карьерах, выпустив соответствующие диски.
После почти десятилетнего перерыва в творчестве группа вновь собралась в 2015 году. Новый альбом под названием White Light вышел 27 ноября 2015 года. В списке 12 композиций в традиционном для группы стиле. Новый альбом по звучанию наиболее близок к альбому In Blue. Также на сайте группы появилась информация о небольшом гастрольном туре по городам Великобритании. Длительный перерыв пошёл группе на пользу и новый альбом стал тому подтверждением: минимум треть песен с альбома претендуют на статус хитов. Первая половина альбома состоит из ритмичных, даже танцевальных, композиций, вторая же более спокойная, изрядно приправленная фолк-звучанием. Для съёмок клипа была выбрана только одна композиция — Bring on the night.
После весьма удачного возвращения в 2015 году на сцену группа не стала откладывать дела в долгий ящик и почти сразу приступила к работе над новым альбомом. Новые песни объединились на диске «Jupiter Calling». Официальный релиз альбома состоялся 10 ноября 2017 года. Новый альбом существенно отличается от предыдущего творения 2015 года и представляет собой более лиричное, спокойное и глубокое звучание, рассчитанное на вдумчивого и внимательного слушателя.

## Состав

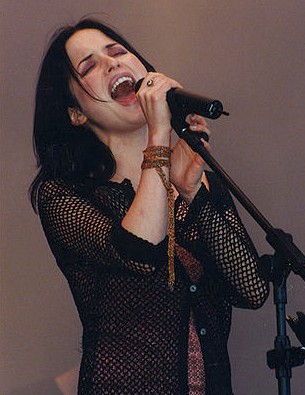
Андреа
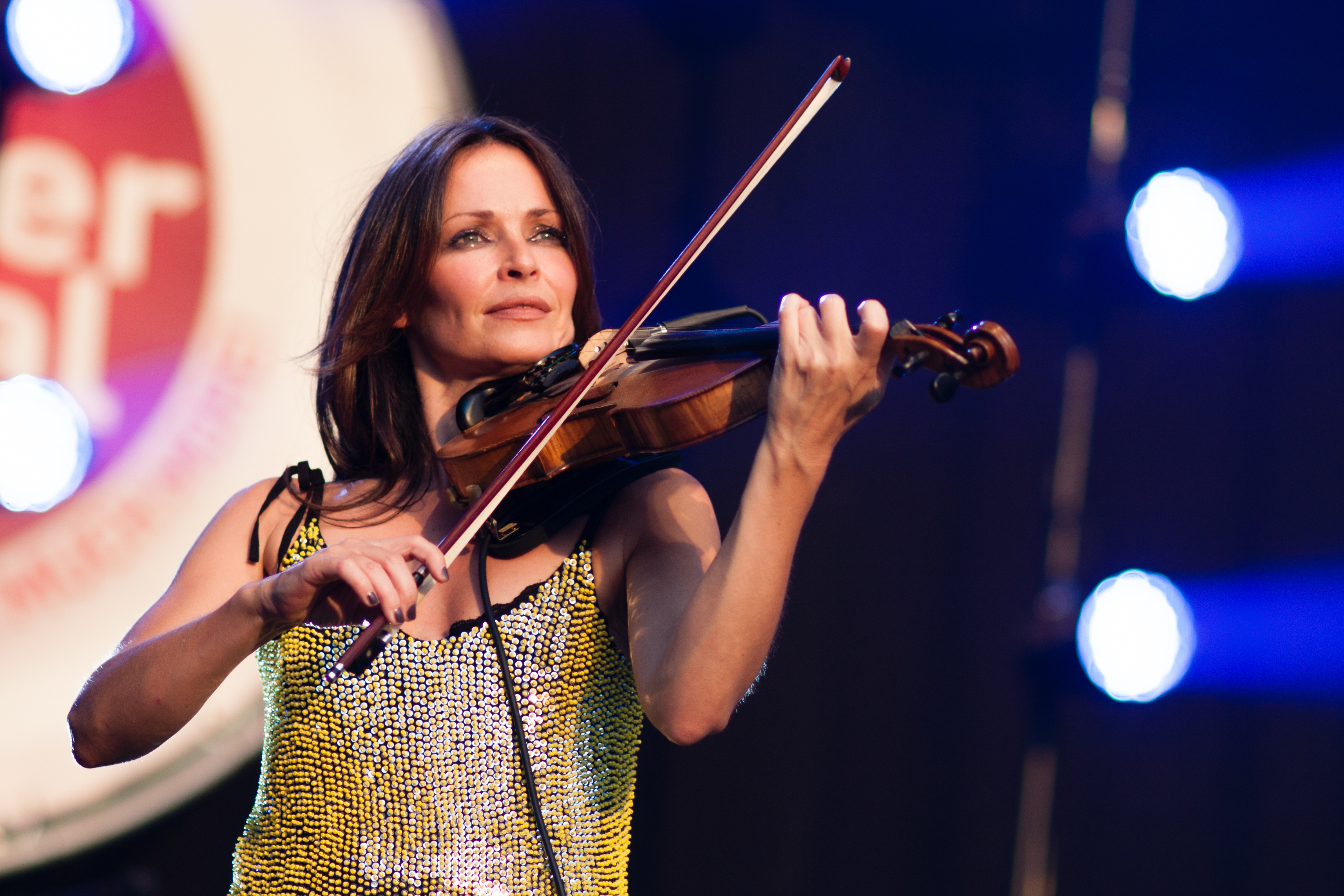
Шэрон
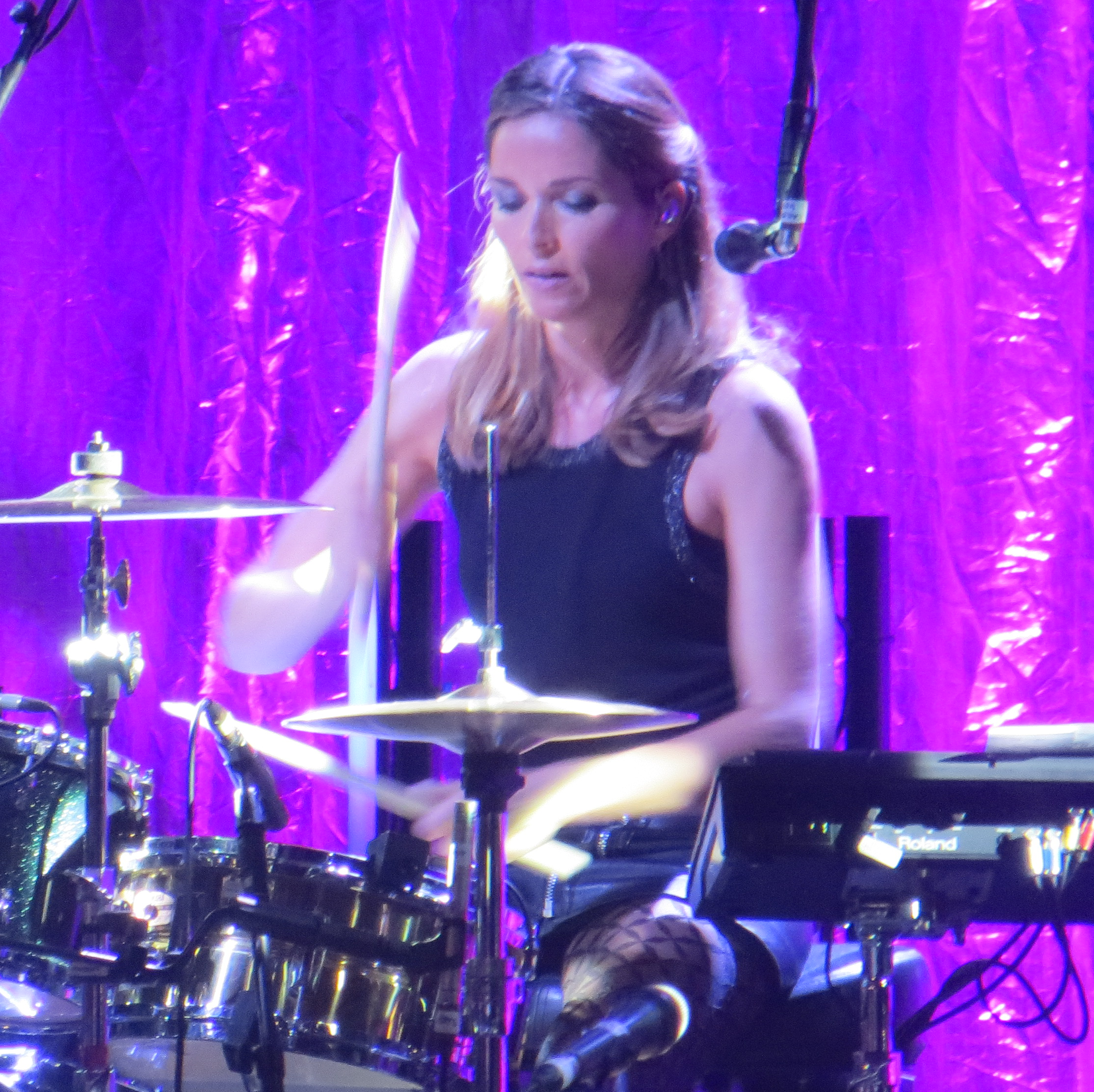
Кэролайн
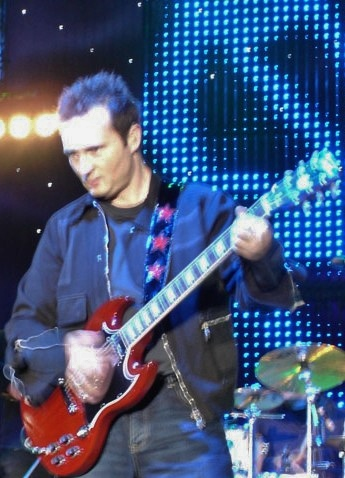
Джим

- Андреа Корр — вокал, вистл
- Кэролайн Корр — вокал, ударные, перкуссия, фортепиано, боуран
- Шэрон Корр — вокал, скрипка
- Джим Корр[англ.] — вокал, гитара, фортепиано, клавишные

Сессионные музыканты
- Конор Брэди — гитара (заменял в 1998 г. Энтони Дреннана, когда тот гастролировал с Genesis)
- Энтони Дреннан — гитара
- Кит Даффи — бас-гитара
- Джейсон Даффи — ударные (заменял Кэролайн во время её беременности)
- Киран Кили — клавишные, аккордеон

## Дискография

### Студийные альбомы
- Forgiven, Not Forgotten[англ.] (1995)
- Talk on Corners[англ.] (1998)
- In Blue[англ.] (2000)
- Borrowed Heaven[англ.] (2004)
- Home[англ.] (2005)
- White Light[англ.] (2015)
- Jupiter Calling[англ.] (2017)

### Концертные альбомы
- Unplugged (1999)
- VH1 presents The Corrs live in Dublin (2001)